# Georg Gehring
Georg Gehring (ur. 14 listopada 1903 we Frankenthal (Pfalz), zm. 31 października 1943 w Ludwigshafen) – niemiecki zapaśnik walczący w obu stylach. Trzykrotny olimpijczyk. Brązowy medalista z Amsterdamu 1928; czwarty w Los Angeles 1932 i siódmy w Berlinie 1936. Walczył w wadze ciężkiej.
Mistrz Europy w 1926 i 1929; trzeci w 1930 i 1931; czwarty w 1925; szósty w 1937 roku.
Mistrz Niemiec w 1948 i 1949; trzeci w 1935 w stylu klasycznym. Zwycięzca w stylu wolnym w 1936 i 1937 roku.

## Letnie Igrzyska Olimpijskie 1928
| Konkurencja             | Rundy eliminacyjne  | Rundy eliminacyjne          | Rundy eliminacyjne   | Rundy eliminacyjne     | Rundy finałowe          | Rundy finałowe          | Klas. końcowa |
| Konkurencja             | Przeciwnik I        | Przeciwnik II               | Przeciwnik III       | Przeciwnik IV          | Przeciwnik V            | Przeciwnik VI           | Miejsce       |
| ----------------------- | ------------------- | --------------------------- | -------------------- | ---------------------- | ----------------------- | ----------------------- | ------------- |
| +82,5 kg styl klasyczny | Emil Larsen (DEN) Z | Simon de Lanfranchi (FRA) Z | Mehmet Çoban (TUR) Z | Aleardo Donati (ITA) Z | Rudolf Svensson (SWE) P | Hjalmar Nyström (FIN) P | 3.            |

## Letnie Igrzyska Olimpijskie 1932
| Konkurencja           | Rundy eliminacyjne     | Rundy eliminacyjne       | Rundy eliminacyjne  | Klas. końcowa |
| Konkurencja           | Przeciwnik I           | Przeciwnik II            | Przeciwnik III      | Miejsce       |
| --------------------- | ---------------------- | ------------------------ | ------------------- | ------------- |
| +87 kg styl klasyczny | Aleardo Donati (ITA) Z | Calle Westergren (SWE) Z | Josef Urban (TCH) P | 4.            |

## Letnie Igrzyska Olimpijskie 1936
| Konkurencja       | Rundy eliminacyjne  | Rundy eliminacyjne   | Rundy eliminacyjne    | Klas. końcowa |
| Konkurencja       | Przeciwnik I        | Przeciwnik II        | Przeciwnik III        | Miejsce       |
| ----------------- | ------------------- | -------------------- | --------------------- | ------------- |
| +87 kg styl wolny | Willy Bürki (SUI) P | Mehmet Çoban (TUR) Z | Josef Klapuch (TCH) P | 7.            |